# Wojna Macedonii ze Związkiem Chalkidyckim
Wojna Macedonii ze Związkiem Chalkidyckim – konflikt zbrojny w latach 349-348 p.n.e., między Macedonią a jej dotychczasowym sojusznikiem, Związkiem Chalkidyckim do którego dołączyły Ateny. Wojna zakończyła się późnym latem 348 p.n.e. zdobyciem przez Macedończyków Olintu, stolicy federacji.
Od 357 Związek Chalkidycki i Macedonię walczące dotąd osobno z Ateńczykami połączyło przymierze. Jedna z klauzul zobowiązywała obie strony do nie zawierania separatystycznego pokoju z Atnami. Jednak jesienią 352 Chalkidyjczycy podejmowali nieoficjalne próby porozumienia się z Ateńczykami za plecami macedońskiego króla, w obawie przed rosnącą potęgą Macedonii. (Filip dowiedział się o całej sprawie, mimo że obie strony starały się zachować ją w tajemnicy). W lecie 349 Filip II, król Macedonii, przystąpił do przygotowywania podłoża pod przyszłą kampanię przeciw Chalkidyjczykom, obawiając się, że ich kraj może posłużyć Ateńczykom jako baza wypadowa na terytoria macedońskie. Stronnictwo promacedońskie w Olincie doprowadziło do wygnania Apollonidesa, przywódcy demokratycznego cieszącego się przyjaźnią Aten. Kolejnym etapem było wysunięcie żądania wydania dwóch przyrodnich braci Filipa, Menelaosa i Arridajosa, którym Związek Chalkidycki udzielił schronienia. Władze związku obawiając się, że zgoda na wydanie braci będzie równoznaczna z utratą niezależności odmówiły macedońskiemu władcy ich wydania, równocześnie wysyłając do Aten poselstwo z prośbą o przymierze przeciw Filipowi. Latem tego samego roku armia macedońska wkroczyła do Chalkidyki zmuszając część przygranicznych miast związku do poddania się oraz zdobywając jedną z twierdz a także zajmując półwysep Pallene. Początkowe sukcesy Macedończyków przerwały wieści o buncie w Feraj, gdzie do władzy powrócił jeden z wygnanych przez Filipa tyranów, Pejtholaos. Filip uporał się z buntem do końca 349, korzystając jedynie z sił Związku Tesalskiego, którego był archontem. W czasie gdy trwała pacyfikacja Tesalii Ateny zawarły przymierze ze Związkiem Chalkidyckim wspomagając go 2000 najemników i 30 trójrzędowcami, które operowały już wcześniej na północy Morza Egejskiego. Z samych Aten wyruszyła do Mekyberny, portu Olintu eskadra 8 trójrzędowców. Zimą Macedończycy nadal nacierali w głąb Chalkidyki, w tym samym czasie Ateńczycy przysłali związkowi 4000 peltastów i 18 okrętów oraz 150 jeźdźców z sił tłumiących bunt na Eubei. Ateński dowódca Charidemos zaatakował półwysep Pallene i Bottike których mieszkańcy prawdopodobnie popierali Filipa. Lato przyniosło Macedończykom dwie zwycięskie bitwy, zajęli  także Torone, Sane, Apollonię i Mekybernę. Przywódcy chalkidyjscy poprosili Ateńczyków o przysłanie armii obywatelskiej. W Atenach zadecydowano o wysłaniu 17 okrętów oraz 2000 hoplitów i 300 konnych. Sukcesy Filipa skłoniły część konnicy Olintyjczyków do przejścia na jego stronę, tuż przed tym jak macedońska armia obległa ich miasto. Olint padł po zdradzie dwóch przywódców Euthykratesa i Lasthenesa zanim dotarły do niego wysłana z Aten pomoc. Ludność sprzedano w niewolę a samo miasto zburzono. Po zniszczeniu Olintu inne miasta federacji poddały się. Kilku z nich nakazano zburzenie murów. Związek Chalkidycki rozwiązano a jego ziemie wcielono do Macedonii.